# 富士通パソコンシステムズ
富士通パソコンシステムズ（ふじつうパソコンシステムズ）は、かつて存在した富士通株式会社関連のソフトウェア開発会社。略称はFPS。本社所在地は神奈川県川崎市。2004年4月1日付けで株式会社富士通プライムソフトテクノロジに吸収合併され解散した。
なお、吸収合併した株式会社富士通プライムソフトテクノロジも2005年7月1日富士通株式会社に簡易合併され、サポート業務を富士通ソフトウェアテクノロジーズに引き継ぎ解散した。
富士通パソコンシステムズでは、FM TOWNSのOS「TownsOS」の開発や周辺ソフト、一般向けとして教育用ソフト、パソコン用ゲームソフト、コンシューマーゲームソフトを販売していた。

## 発売ソフトウェア
主にテレビのクイズ番組のゲームやパズルゲームを多数発売していた。
晩年は、「100万円クイズハンター」、「アタック25」等をプレイステーションにも展開し、プレイステーション版を中心に発売した。
また、ゲーム以外にもタッチおじさんロボットや“ハローキティ”型のマスコットロボットといった遊びグッズも発売した。

### 主なソフトウェア一覧
主な発売ソフトウェアは以下の通り。
- アメリカ横断ウルトラクイズ （1994年 FM TOWNS版 / Windows 3.1・Macintoshハイブリッド版 ）
- ツボ・リラクゼーション （1994年 FM TOWNS版 / Windows 95・Macintoshハイブリッド版）
- パニクック （1995年 Windows 95・Macintoshハイブリッド版）
- もうぢや （1995年 Windows 95・Macintoshハイブリッド版）
- ウェルネス・ヨーガ （1995年 FM TOWNS版 / Windows 95・Macintoshハイブリッド版）
- アメリカ横断ウルトラクイズct.II 福澤アナ編 （1995年 Windows 95版）
- ViViDe-VaViDe/ビビデバビデ （1996年 Windows 95・Macintoshハイブリッド版）
- 100万円クイズハンター （1996年9月12日 Windows 95版 / 1998年12月3日 プレイステーション版）
- 全国高等学校クイズ選手権 （1996年 Windows 95・Macintoshハイブリッド版）
- のりピーのともだち100人できるかな? (1996年11月26日 Windows 95・Macintoshハイブリッド版)
- アメリカ横断ウルトラクイズ 95Special (1996年 Windows 95版)
- CAR SCREEN SAVER "TOYOTA" (1997年 Windows 95版)
- CAR SCREEN SAVER "HONDA" (1997年 Windows 95版)
- CAR SCREEN SAVER "BMW" (1997年 Windows 95版)
- のりぴーの数字の星の大冒険 (1997年7月31日 Windows 95・Macintoshハイブリッド版)
- パネルクイズ アタック25(1997年9月12日  Windows 95版 / Macintosh版 / プレイステーション版）
- クイズスクリーンセーバー アメリカ横断ウルトラクイズ (1998年 Windows 95版)
- プリズムコート （1998年2月26日 プレイステーション版）
- あだむ君の大冒険 九九島の巻 (1998年7月7日 Windows 95・Macintoshハイブリッド版)
- F-BASIC V6.3 （1999年11月26日 Windows 95版） - Basic資産をWindows上で動作

## マスコットロボット
- タッチおじさんロボット (1999年2月22日 3700円)

電源は単3乾電池2本。パソコンとはRS-232Cで接続。対応OSはWindows 95/98
- ハローキティのパソコンフレンズ (1999年10月1日 4800円)

本体サイズ幅100mm×奥行き90mm×高さ120mm 重量 約270g。電源は単3乾電池2本。パソコンとはUSBまたはRS-232Cで接続。電子メールの着信を知らせたり、登録したアプリケーションを本体頭部にあるボタンで起動したりできる。

## 会社沿革
- 1985年11月、パーソナルコンピュータのソフト、ハードの開発会社として富士通株式会社南多摩工場内に設立。
- 1986年12月、川崎市多摩区登戸に本社移転。
- 1991年3月、神奈川県川崎市麻生区に本社移転。
- 2001年4月、ハード部門を富士通株式会社に移籍。
- 2004年4月1日、株式会社富士通プライムソフトテクノロジに吸収合併され解散。

## 関連人物
- 石切山英詔